# Joseph Sanguedolce
Joseph Sanguedolce, né le 16 décembre 1919 à Sommatino en Sicile (Italie) et mort le 14 août 2010 à Firminy dans la Loire, est un résistant, homme politique et syndicaliste français, maire PCF de Saint-Étienne de 1977 à 1983.

## Biographie
Issu d'une famille émigrée de Sicile et installée à Saint-Genest-Lerpt, Joseph Sanguedolce travaille à la mine dès l'âge de 12 ans à Roche-la-Molière. En 1936, il adhère aux jeunesses communistes et à la CGT.

### La résistance et la déportation
Il est mobilisé en 1940 et fait prisonnier. Interné en Allemagne au Stalag VII-A jusqu'en 1941, il est rapatrié à la demande des Houillères de la Loire. 
En 1942, il crée un groupe de mineurs résistants avec l'appui des clandestins de la Jeunesse communiste de France et sous l'égide des Francs-tireurs et partisans (FTP) dont il devient le responsable départemental. 
Il est arrêté par la police de Vichy le 21 juin 1943, emprisonné à la prison de Bellevue à Saint-Étienne puis transféré à la prison Saint-Paul de Lyon par les autorités collaborationnistes. Il est alors placé à la prison centrale d’Eysses à Villeneuve-sur-Lot (Lot-et-Garonne) où sont rassemblés 1200 détenus politiques provenant des prisons de Lyon, Saint-Etienne, Montpellier et Narbonne. 
Après l'échec d'une tentative de soulèvement du camp, le 19 février 1944, il est livré aux Allemands et transféré avec ses codétenus au camp de Royallieu à Compiègne, d'où il est déporté au camp de concentration de Dachau. Dans le wagon de son convoi de déportation — convoi du 18 juin 1944 —, il organise une solidarité entre déportés (faire en sorte que chacun puisse boire et respirer à travers les fentes du wagon). Arrivés à destination, tous les membres de son convoi sont encore en vie. Au camp de Dachau, usant de « ruse », il se présente comme « ingénieur en mécanique ». Il peut ainsi participer à des opérations clandestines destinées à saboter la production locale au sein des ateliers dans lesquels il a été réquisitionné, production destinée à la société Kaufberen, filiale de BMW, qui contribue à l'époque à la mise au point des fusées V1 et V2.
Après la libération du camp de Dachau par la VIIe armée américaine, Joseph Sanguedolce retourne dans sa famille, à Roche-la-Molière au lieu-dit « la Côte Durieux », en juin 1945. Il est accueilli par ses camarades et amis par ces acclamations : « le pitch est de retour ! ». Cet accueil restera à jamais gravé dans la mémoire de Joseph Sanguedolce.
Son frère Vincent a été abattu par les SS en 1944 au camp de concentration d'Oranienbourg-Sachsenhausen en Allemagne. 
Joseph Sanguedolce a longtemps témoigné de ce qu'il a vécu, en rencontrant des jeunes collégiens (au Collège Honoré-d'Urfé de Saint-Étienne notamment), mais aussi dans le cadre du Concours National de la Résistance et de la Déportation (CNRD) dont il s'occupait au niveau local. Sa disponibilité et sa proximité avec les élèves en ont fait un témoin privilégié pour que les jeunes générations n'oublient pas. Il réussit en 1998 à fédérer les différents mouvements de Résistants pour créer Le Mémorial de la Résistance et de la Déportation de la Loire.

### Un engagement syndical et politique
Après la Libération, Joseph Sanguedolce s'implique beaucoup dans la vie politique locale militante et l'activité syndicale. Il assure pendant une vingtaine d'années la responsabilité de l'union départementale de la CGT.
Élu d'abord sur une liste municipale à Roche-la-Molière, il devient maire de Saint-Étienne lors des élections municipales de 1977 dans le cadre d'une liste d'Union de la gauche. Raillé par ses adversaires politiques pour son origine sociale modeste[réf. nécessaire], Joseph Sanguedolce est néanmoins très populaire à Saint-Étienne durant l'exercice de son mandat municipal, en dépit des graves difficultés économiques du moment (fermeture de Manufrance) et des obstacles divers rencontrés sur son chemin, comme le scandale de la caisse noire du président de l'ASSE.

### Bilan de son action municipale
Du fait qu’Étienne Mimard, fondateur de l'entreprise, a légué à la ville de Saint-Étienne une partie des actions de Manufrance, Joseph Sanguedolce, en sa double qualité de maire et d’actionnaire, hérite des difficultés de l'entreprise. Il tente de s'opposer à la reprise de Manufrance par Bernard Tapie, dont il se méfie. Malgré ses efforts, il ne peut éviter la liquidation de Manufrance après sa transformation en coopérative.
Les sondages le donnent gagnant à quelques mois des élections municipales de 1983, mais il est battu par son adversaire François Dubanchet.
Il essaye de reconquérir son poste de maire de Saint-Etienne à deux reprises lors des élections municipales de 1989 et de 1995 mais n'y parvient pas.

### Mort et hommages
Il meurt le 14 août 2010 à Firminy à l'âge de 90 ans.
Il est enterré au cimetière de Roche-la-Molière, où les anciens combattants lui rendent hommage chaque année.
La ville de Roche-la-Molière donne son nom à une rue, dans le quartier de la Côte Durieux, proche de l'Amicale laïque, où il a passé toute son enfance.
En son hommage, le conseil municipal de Saint-Étienne décide, lors de sa réunion du 6 mai 2013, de donner son nom au parc Couriot, alors en cours de réaménagement autour du musée de la mine de Saint-Étienne (quartier de Tarentaize Beaubrun Severine).

## Les décorations
- Officier de la Légion d'honneur
- Croix de guerre 1939–1945
- Croix du combattant volontaire de la Résistance
- Médaille de la déportation et de l'internement pour faits de Résistance
- Croix du combattant

## Publications
- Résistance de Saint-Étienne à Dachau, préface de Benoît Frachon, introduction de Maurice Moissonnier, Éditions Sociales, 1973
- Le Chant de l'alouette, Presse Publicité Loire, 1987
- Parti pris pour la vie : l’aventure des hommes, préface de Louis Viannet, VO Éditions, 1993
- La résistance à Dachau-Allach : contre la mort programmée, Médiris, 1998